# Солнечники
Солнечники (лат. Heliozoa, от греч. ἥλιος, helios — солнце и ζῷον, zōon — животное) — группа протистов, которой долгое время придавали статус таксона, однако позднее с помощью электронной микроскопии и молекулярной филогенетики было показано, что такие организмы возникали в эволюции эукариот многократно. Характерной чертой солнечников является наличие лучевидных псевдоподий — аксоподий. Благодаря аксоподиям клетка имеет очертания, напоминающие солнечный диск с лучами, что и отражено в названии. Аксоподии служат солнечникам для питания, а часто и для передвижения. В отличие от радиолярий — другой группы протистов с аксоподиями, солнечники никогда не имеют внутриклеточного минерального скелета и центральной капсулы

## История термина
Сведения о находках солнечников содержатся уже в работах первых микроскопистов, начиная с Луи Жобло (фр. Louis Joblot). В работе Жобло на рисунке под номером 15 в таблице 7 приводится изображение «рыбы» (см. его описание на стр. 64—65 второй части), которое скорее всего было сделано с какого-то солнечника.

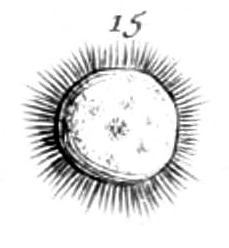
Первое изображение солнечника, выполненное профессором Луи Жобло

Также к солнечникам вероятно относятся организмы описанные под следующими названиями:
- «Der Stern» (описан Иоганном Эйхорном[нем.] (нем. Johann Conrad Eichhorn), 1783; скорее всего солнечник из рода Actinosphaerium)[7],
- Trichoda sol и Trichoda fixa (описаны Отто Мюллером (нем. Otto Friedrich Müller), 1786; вероятно это были Actinophrys sol и Clathrulina elegans)[8],
- Trichoda chaetophora (описана Францем Шранком (Franz von Paula Schrank), 1803, вероятно Acanthocystis turfacea)[9].

Христиан Эренберг (Christian Gottfried Ehrenberg) помещает лучистых организмов в отдельный род Actinophrys, позднее организм, описанный Эйхорном, выделен в отдельный род Actinosphaerium. Таксон Heliozoa был предложен Эрнстом Геккелем (Ernst Heinrich Philipp August Haeckel) и исходно включал только род Actinosphaerium, в то время как род Actinophrys Геккель относил к безъядерным организмам Monera. Уже позднее Рихард Гертвиг (нем. Richard Hertwig) и Эдмунд Лессер (Edmund Lesser) распространяют этот термин на всех лучистых одноклеточных протистов не имеющих центральной капсулы и внутреннего минерального скелета, а также предлагают свою собственную классификацию солнечников, основанную на строении покровных структур клетки. После открытия жгутиконосцев, способных образовывать аксоподии их также сближали с солнечниками в составе таких таксонов как Radioflagellata или Helioflagellata. Эжен Пенар (Eugène Penard) рассматривал «лучистых» жгутиконосцев в составе отельного таксона Pseudohelioza, куда также относил организмы, псевдоподии которых сочетают признаки аксоподий и филоподий. В XX веке формируется концепция таксона Actinopoda, объединяющего всех протистов с аксоподиями, то есть солнечников и радиолярий.
По мере накопления данных о морфологии солнечников, в том числе по ультраструктуре клетки гетерогенность таксона Heliozoa даже в случае исключения жгутиковых и филоподиальных форм становилась всё более и более очевидной. После применения молекулярно-филогенетических методов была окончательно доказана полифилетическая природа солнечников, которые оказались не родственны друг другу и образовали несколько независимых клад на эволюционном древе эукариотических организмов. Точное число независимых возникновений такого типа организации клетки в эволюции пока неизвестно, так как молекулярно-филогенетические данные по целому ряду аберрантных представителей до сих пор отсутствуют. На настоящий момент достоверно показано существование трёх независимых линий: центрохелидные солнечники (нет ассоциации с конкретной супергруппой), актинофриидные солнечники (супергруппа Heterokonta) и десмоторацидные солнечники (супергруппа Rhizaria). Родство каких-либо групп солнечников с радиоляриями пока не было подтверждено молекулярными данными, за исключением планктонных океанических протистов из рода Sticholonche, которых некоторые авторы относили к солнечникам. По данным молекулярной филогенетики они оказались сестринской группой акантарий в составе таксона Radiolaria. Таким образом, таксон солнечники (Heliozoa) более не считается валидным и это название может употребляться лишь для обозначения определённого типа строения клетки, что признаётся в большинстве современных работ. Высказано также альтернативное предложение — сохранить название Heliozoa для таксона, объединяющего центрохелидных солнечников и недавно описанную родственную им группу микрохелидных солнечников.

## Состав
За время существования таксона Heliozoa его состав очень сильно варьировал. На настоящий момент слово «солнечник» используется в основном для обозначения определённого типа организации клетки. В наиболее типичной форме этот тип организации выражен у четырёх групп протистов:
- Центрохелидные солнечники (Centroplasthelida)
- Микрохелидные солнечники (Microhelida)
- Актинофриидные солнечники[19] (Actinophryida)
- Гимносферидные солнечники[19] (Gymnosphaerida)
- Десмоторацидные солнечники[19] (Desmothoracida) также часто также называют солнечниками, хотя их псевдоподии отличаются от типичных аксоподий, будучи способными ветвиться и анастомозировать, а также не содержащими типичной аксонемы[20]. То же можно сказать и о ротосферидах[19] (Rotosphaerida), в псевдоподиях которых вообще не обнаружены микротрубочки[21].
- Диморфиды[19] (Dimorphida) и цилиофрииды (Ciliophryida), которых также часто рассматривают в составе Heliozoa, в отличие от типичных солнечников обладают постоянно присутствующим жгутиковым аппаратом.
- Пединнелиды[19] (Pedinellida) похожи на цилиофриид, но помимо жгутика имеют ещё и хлоропласты[3].
- Таксоподиды (Taxopodida), представленные единственным видом Sticholonche zanclea, не обладают сферической формой (они билатерально симметричны) и их аксоподии, в отличие от аксоподий солнечников, способны совершать синхронные активные движения[22]. Таксоподиды отличаются и от радиолярий, демонстрируя уникальный тип организации клетки, но всё же их удобнее рассматривать вместе с ними в силу филогенетического родства[1].

## Строение

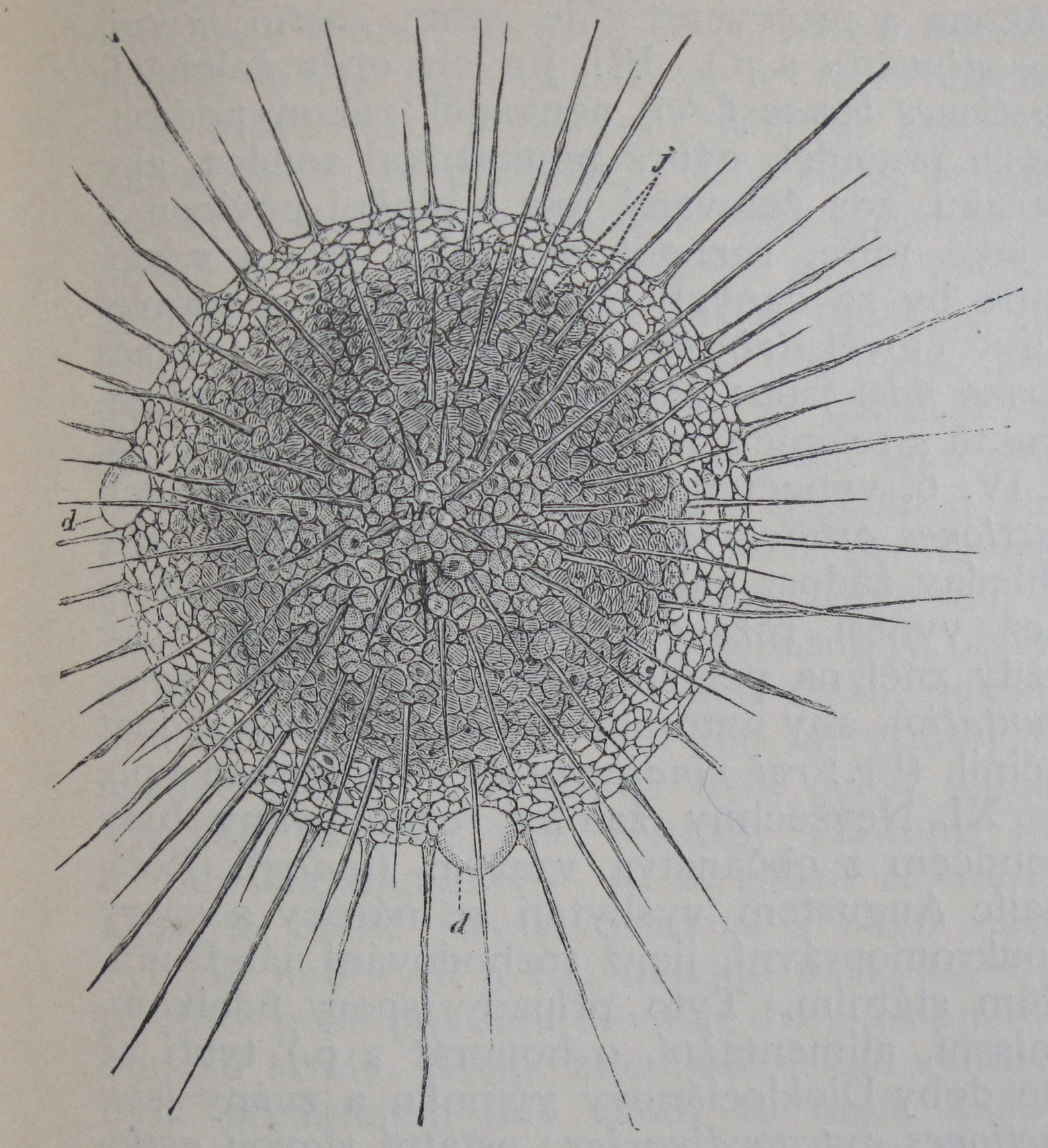
Солнечник Actinosphaerium eichhorni, рисунок из первого тома «Научной энциклопедии Отто», буквой j обозначены ядра

Не будучи родственными друг другу эволюционными линиями, многие группы солнечников тем не менее приобрели сходные черты организации, что и обусловило долгое существование таксона «солнечники» в биологической систематике. Клетки солнечников, как правило, имеют форму близкую к сферической. Размеры их колеблются от 3 мкм до 1 мм. Описаны как одноядерные, так и многоядерные виды. Так, солнечники рода Actinosphaerium достигают размера 1 мм и видны летом в пруду невооружённым глазом (Actinosphaerium eichhorni), а число ядер в эндоплазме некоторых их представителей доходит до 200.
От поверхности клетки отходят прямые, обычно не ветвящиеся выросты — аксоподии. У большинства солнечников аксоподии несут экструсомы — органеллы способные выбрасывать своё содержимое в ответ на внешние стимулы, что в данном случае позволяет повысить адгезивные свойства аксоподии при контакте с субстратом или пищевым объектом. Наличие экструсом на аксоподиях, вопреки утверждению, распространившемуся в русскоязычной литературе, не является уникальной чертой солнечников, этот признак характерен и как минимум для некоторых радиолярий.
Внутри аксоподий находится аксонема — пучок микротрубочек, которые нередко расположены внутри него упорядоченно благодаря соединяющим их белковым мостикам. В отличие от аксонемы жгутика, белковые мостики соединяют микротрубочки в аксонемах аксоподий неподвижно и они не могут скользить друг относительно друга.
Минус-концы микротрубочек направлены центробежно и стабилизируются за счёт центров организации того или иного строения. Если ЦОМТ располагается в центре клетки, то ядро обычно смещено к периферии или «обволакивает» собой ЦОМТ, так, что микротрубочки аксонемы проходят через внутриядерные каналы.
У пресноводных солнечников обычно имеется несколько сократительных вакуолей. Также имеются пищеварительные вакуоли. На периферии клетки может быть развита система оптически пустых вакуолей или лакун, функция которых не выяснена.

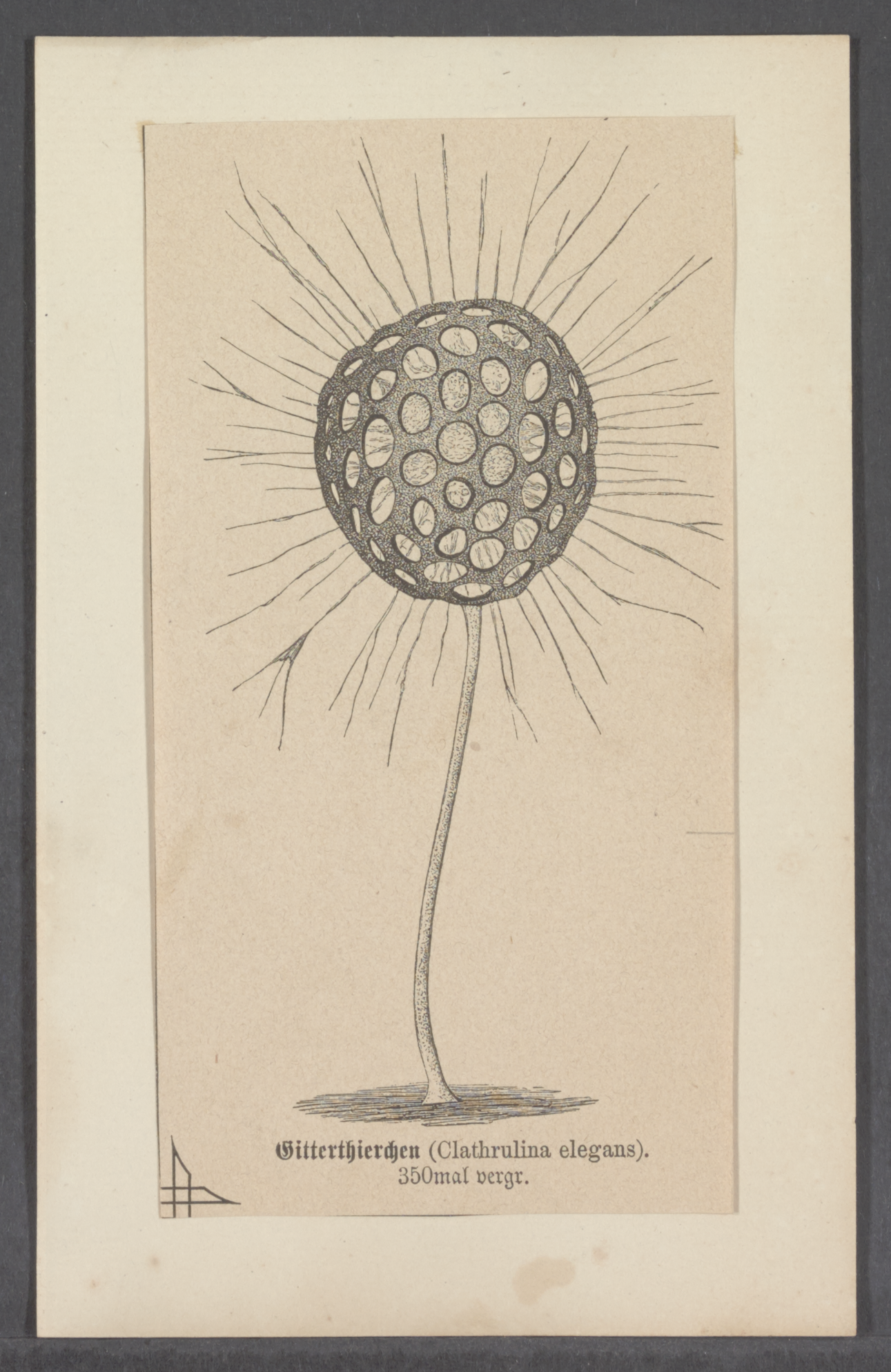
Солнечник Clathrulina elegans

Поверхность клетки может быть окружена только плазмалеммой или покрыта слоем слизи, чешуйками или сплошной внеклеточной органической капсулой (например, тонкостенной ажурной сферой из диоксида кремния у пресноводной Clathrulina elegans). Внутриклеточные минерализованные скелетные образования или какие-либо аналоги центральной капсулы радиолярий у солнечников не описаны.
Митохондрии описаны у всех солнечников тонкое строение клетки которых было изучено. Форма крист митохондрий сильно различается и зависит от того, к какой эволюционной линии принадлежит данный вид.
Как минимум в двух эволюционных линиях солнечников (центрохелиды и актинофрииды) произошла полная утрата жгутикового аппарата . В то же время некоторые группы солнечникоподобных организмов (десмоторациды, гимносфердиды) способны к факультативному образованию жгутиков (имеют расселительные жгутиковые стадии), а у двух линий жгутики присутствуют постоянно, в том числе наряду с аксоподиями (цилиофрииды, диморфиды).
У некоторых видов образуются постоянные стебельки для адгезии к субстрату, которые могут иметь внеклеточную природу или представляют собой продолжение самой клетки солнечника.

## Образ жизни
Солнечники распространены как в морских, так и в пресноводных биотопах, а также в почве. Большая часть описанных видов являются пресноводными, однако это может быть лишь следствием неравномерности исследований. Существуют различные точки зрения о соотношении морской и пресноводной фауны некоторых солнечников. Сходные формы были описаны как из морских, так из пресноводных местообитаний, что послужило основанием для предположения о единстве морской и пресноводной фауны, однако данные по секвенированию тотальной ДНК выделенной из природных местообитаний пока не подтверждают эту гипотезу.
Известны многочисленные находки солнечников в планктоне, однако как минимум некоторые из них склонны прикрепляться к субстрату и вести образ жизни бентосных организмов. Даже полностью лишённые жгутиков солнечники способны активно передвигаться. Передвижение осуществляется за счёт аксоподий в тесном контакте с субстратом. Способность к активному перемещению в толще воды при условии отсутствия жгутиков не была показана. Исключением может служить лишь Sticholonche zanclea. Для этого вида предполагают способность к активному перемещению с помощью аксоподий, функционирующих как своеобразные «вёсла». Однако этот вид сильно отличается от других солнечников по своему строению и его уместнее рассматривать в составе радиолярий, к которым он близок филогенетически.
Солнечники питаются различными мелкими организмами, которые улавливаются с помощью аксоподий и фагоцитируются. Их пищей могут стать любые живые организмы подходящие по размеру, вплоть до микроскопических многоклеточных животных. Нередко несколько особей образуют временное агамное слияние, что позволяет справиться с пищевым объектом, превышающим по размерам отдельную клетку солнечника. Некоторые солнечники даже в отсутствии пищи формируют сетеобразные колонии, соединённые цитоплазматическими мостиками, что вероятно также является адаптацией к поимке более крупных пищевых объектов.
Для некоторых солнечников описано явление клептопластии, а также облигатный симбиоз с одноклеточными водорослями — хлореллами.
Паразитами солнечников могут выступать некоторые инфузории и хитридиевые грибы.
При неблагоприятных условиях многие солнечники способны образовывать цисты.